# بكتيريا سالبة
البكتيريا السالبة (الاسم العلمي: Negibacteria) هي تحت مملكة في مملكة البكتيريا. وقد صيغ هذا المصطلح على العكس من البكتيريا الموجبة (الاسم العلمي: Posibacteria) في إشارة إلى الانقسام في نصف مجموعة «البكتيريا الحقيقية» ·  ·  وفقا لنمط جدرانها: التي تمتلك غشائين تكون من البكتيريا السالبة والتي تمتلك غشاءا واحدا تكون من البكتيريا الموجبة. تتضمن البكتيريا السالبة على مستوى العالم البكتيريا سالبة الغرام، ومن هنا جاءت تسمية هذه الأصنوفة. المصطلح ثنائيات الجدار (الاسم العلمي: Didermata) هو مرادف اقترح بعد عشر سنوات من قبل مؤلف آخر.